# Knockbreda FC
Knockbreda FC (voorheen Knockbreda Parish) is een Noord-Ierse voetbalclub uit Knockbreda, Belfast.
De club werd in 1948 opgericht en speelde in de Irish Churches League voordat ze in 1989 toetrad tot de Northern Amateur Football League. Vanaf 1997 kwam de club in de Irish League B Division uit en in 2009 werd de club toegelaten tot de IFA Championship 2. In 2013 werd de club kampioen en promoveerde naar de IFA Championship 1. Er wordt gespeeld in Breda Park.

## Erelijst
- IFA Championship 2: 2013
- Irish Intermediate Cup: 2009
- Border Cup: 2005

## Eindklasseringen
| 5 |

| 3 |

| 3 |

| 1 |

| 3 |

| 8 |

| 4 |

| 8 |

| 10 |

| 10 |

| 11 |

| - |

| 11 |

| 12 |

| 12 |

| 9 |

| NIFL Championship | NIFL Premier Intermediate League |

De drie NIFL-divisies hebben in de loop der jaren diverse namen gekend, zie Northern Ireland football league system.
Ballyclare Comrades ·
Ballymacash Rangers ·
Banbridge Town ·
Coagh United ·
Dergview ·
Dollingstown ·
Knockbreda ·
Lisburn Distillery ·
Moyola Park ·
Newry City ·
Oxford Sunnyside FC ·
Portstewart ·
Rathfriland Rangers ·
Strabane Athletic FC